# روسيا في الألعاب البارالمبية الصيفية 2012
شاركت روسيا في الألعاب البارالمبية الصيفية 2012 في لندن، المملكة المتحدة، في الفترة من 29 أغسطس إلى 9 سبتمبر 2012. أرسلت اللجنة البارالمبية الروسية إجمالي 182 رياضيًا للتنافس في اثني عشر رياضة: ألعاب القوى، الرماية، ركوب الدراجات، السباحة، المبارزة على الكراسي المتحركة، تنس الطاولة، ورفع الأثقال، والرماية، والتجديف، والجودو، وكرة القدم، والكرة الطائرة.
اختتمت روسيا الدورة ب 102 ميدالية: 36 ذهبية، 38 فضية، و28 برونزية. بهذه النتيجة إحتلت المرتبة الثانية في البطولة.

## وصلات خارجية
- الموقع الرسمي لندن 2012 نسخة محفوظة 28 فبراير 2013 at the UK Government Web Archive